# ورونکی
ورونکی نام شهری است در غرب لهستان که در نزدیکی رودخانه وارتا واقع شده است.